# 金沢美術工芸短期大学
金沢美術工芸短期大学（かなざわびじゅつこうげいたんきだいがく）は、石川県金沢市下本多町　に本部を置いていた日本の公立大学である。1950年に設置され、1957年に廃止された。

## 概要

### 大学全体
- 石川県金沢市に所在した日本の公立短期大学で[1]、設置主体は金沢市[2]。
- 2学科6専攻で入学総定員120名、修業年限3年制という内容で1950年に開学し[3][4][5]、さらに1953年には専攻科2専攻を置く。
- 設備：敷地面積9,812.91坪、校舎2,495.75坪（うち本館752坪、美術棟800坪、工芸棟800坪、窯場棟80.75坪、その他63坪）[6]
- 1954年度の入学生を最後に[注釈 2]、1957年に短期大学としての使命を終える[注釈 3]

### 教育および研究
- 美術家の養成機関の一つとして挙げられていた[9]。

### 学風および特色
- 金沢美術工芸短期大学は、設置されている学科・専攻すべて修業年限が3年制となっていた。

## 沿革
- 1946年
  - 7月 源流とされる金沢美術工芸専門学校[10]が設置される[11][12]。
- 1949年
  - 10月 文部省[注釈 4]に短期大学の設置認可に関する申請を行う[13][14]。内容は以下の通り[注 1][15][16]。
    - 美術科 入学定員45[注釈 5]
      - 日本画専攻 入学定員15
      - 油画専攻 入学定員20
      - 彫刻専攻 入学定員10

    - 工芸科 入学定員75[注釈 5]
      - 陶磁専攻 入学定員30
      - 漆工専攻 入学定員30
      - 金工専攻 入学定員15

  - 3月14日 左記を以て短期大学の設置が文部省[注釈 4]より認可される。学科及び専攻の名称及び各入学定員は上記の通りと変更なし[6][18]。
  - 4月1日 左記を以て金沢美術工芸短期大学が上記の学科体制にて開学する[19][20][注 2][注 4]。
- 1953年
  - 4月1日 専攻科を設置。なお各専攻の各課程の入学定員は以下の通りとなっている[24]。
    - 美術専攻
      - 日本画 ６名
      - 油画 ８名
      - 彫塑 ３名

    - 工芸専攻
      - 陶磁 ５名
      - 漆工 ５名
      - 金工 ３名
- 1954年
  - 4月1日 本年度をもって学生募集を終了[注釈 2][注 7][注釈 6]。
- 1957年
  - 4月18日 左記を以て廃止となる[28][注釈 3]。

## 基礎データ

### 所在地
- 石川県金沢市下本多町[注釈 1][29][30]

## 教育および研究

### 組織

#### 学科[注 8]
- 美術科
  - 日本画専攻 入学定員15名
  - 油画専攻 入学定員20名
  - 彫刻専攻 入学定員10名
- 工芸科
  - 陶磁専攻 入学定員30名
  - 漆工専攻 入学定員30名
  - 金工専攻 入学定員15名

#### 専攻科[注 9]
- 美術専攻
  - 日本画 入学定員6
  - 油画 入学定員8
  - 彫刻 入学定員3
- 工芸専攻
  - 陶磁 入学定員5
  - 漆工 入学定員5
  - 金工 入学定員3

#### 別科
- なし

##### 取得資格について
- 中学校教諭二級免許状（図画工作）、高等学校教諭免許状（図画・工作）教職課程が設けられていた[33][34]。